# Campeonato Baiano de Futebol de 2012
O Campeonato Baiano de Futebol de 2012 foi a 108.ª edição da competição, realizado no estado da Bahia e organizado pela Federação Bahiana de Futebol. A divisão principal teve início no dia 18 de janeiro e terminou no dia 13 de maio de 2012.
Foi a terceira edição na história em que uma cidade do interior teve mais representantes no certame que Salvador. Feira de Santana contou com Fluminense de Feira, Feirense e Bahia de Feira, enquanto que Bahia e Vitória representaram a capital do estado.

## Regulamento
Assim como na edição de 2009, esse ano a disputa teve três fases, de classificação, semifinal e final, Na primeira fase as 12 equipes jogaram entre si em turno e returno avançando as quatro melhores para a fase semifinal. Consequentemente as duas melhores para a final. As equipes que chegarem a esta fase disputaram as vagas sempre em jogos de ida e de volta. Os vencedores das semifinais (1º x 4º e 2º x 3º) disputaram a final, enquanto os perdedores disputaram o terceiro lugar que deu o direito de disputar a Copa do Nordeste em 2013. Os dois primeiros colocados na primeira fase tiveram a vantagem de jogar a segunda partida no seu mando de campo e empate no placar geral (A soma dos dois jogos). O campeão e o vice-campeão disputam a Copa do Brasil 2013. Os dois piores colocados na primeira fase foram rebaixados a segunda divisão.

## Clubes participantes
Doze clubes de futebol baianos participaram da divisão superior do Campeonato Baiano, sendo dois da capital e o restante do interior do estado.
| Clube                  | Cidade               | Estádio          | Em 2011         | Títulos (mais recente) |
| ---------------------- | -------------------- | ---------------- | --------------- | ---------------------- |
| Atlético de Alagoinhas | Alagoinhas           | Antônio Carneiro | 6º              | 0 (não possui)         |
| Bahia                  | Salvador             | Roberto Santos   | 3º              | 43 (2001)              |
| Bahia de Feira         | Feira de Santana     | Alberto Oliveira | 1º              | 1 (2011)               |
| Camaçari               | Camaçari             | Armando Oliveira | 8º              | 0 (não possui)         |
| Feirense               | Feira de Santana     | Pedro Amorim     | 7º              | 0 (não possui)         |
| Fluminense de Feira    | Feira de Santana     | Alberto Oliveira | 9º              | 2 (1969)               |
| Itabuna                | Itabuna              | Luiz Viana Filho | 2º (2ª divisão) | 0 (não possui)         |
| Juazeiro               | Juazeiro             | Adauto Moraes    | 10º             | 0 (não possui)         |
| Juazeirense            | Juazeiro             | Adauto Moraes    | 1º (2ª divisão) | 0 (não possui)         |
| Serrano-BA             | Vitória da Conquista | Lomanto Júnior   | 4º              | 0 (não possui)         |
| Vitória                | Salvador             | Manoel Barradas  | 2º              | 26 (2010)              |
| Vitória da Conquista   | Vitória da Conquista | Lomanto Júnior   | 5º              | 0 (não possui)         |

## Transmissão
Pelo segundo ano seguido, a TV Bahia (afiliada da Rede Globo) e suas afiliadas detém todos os direitos de transmissão para a temporada de 2012 pela TV aberta e em pay-per-view, através do canal Premiere FC.

## Primeira fase

### Jogos
Para ler a tabela, a linha horizontal representa os jogos da equipe como mandante. A coluna vertical indica os jogos da equipe como visitante.
| Jogos "clássicos" estão em negrito. | Vitória do mandante. | Vitória do visitante. | Empate. |

|                        | AAL | BAH | BFE | CAM | FEI | FLF | ITA | JUA | JZE | SER | VIT | VCO |
| ---------------------- | --- | --- | --- | --- | --- | --- | --- | --- | --- | --- | --- | --- |
| Atlético de Alagoinhas | —   | 1–2 | 0–0 | 3–0 | 0–2 | 3–0 | 2–0 | 5–0 | 2–1 | 1–1 | 0–0 | 1–1 |
| Bahia                  | 3–3 | —   | 3–2 | 5–1 | 3–2 | 4–0 | 7–1 | 1–1 | 2–0 | 3–2 | 0–0 | 2–0 |
| Bahia de Feira         | 1–2 | 1–0 | —   | 0–1 | 3–4 | 1–0 | 2–1 | 1–2 | 3–0 | 2–0 | 2–0 | 2–0 |
| Camaçari               | 1–0 | 0–3 | 1–2 | —   | 1–1 | 0–1 | 0–0 | 5–3 | 2–0 | 1–1 | 1–4 | 2–3 |
| Feirense               | 3–0 | 0–1 | 2–0 | 0–0 | —   | 4–2 | 1–0 | 1–1 | 4–0 | 2–0 | 1–1 | 3–1 |
| Fluminense de Feira    | 1–1 | 0–2 | 2–2 | 2–1 | 1–1 | —   | 0–3 | 2–3 | 1–1 | 1–1 | 1–1 | 0–3 |
| Itabuna                | 1–1 | 3–4 | 0–4 | 3–2 | 2–3 | 2–2 | —   | 0–1 | 0–1 | 1–1 | 0–2 | 1–2 |
| Juazeiro               | 0–4 | 1–4 | 1–3 | 2–2 | 1–0 | 1–2 | 1–0 | —   | 3–3 | 1–1 | 0–2 | 1–0 |
| Juazeirense            | 1–1 | 1–1 | 1–0 | 1–1 | 0–1 | 0–1 | 3–0 | 1–0 | —   | 2–2 | 3–2 | 1–0 |
| Serrano-BA             | 1–1 | 1–3 | 2–1 | 2–2 | 1–1 | 0–1 | 4–1 | 0–0 | 1–0 | —   | 1–0 | 0–0 |
| Vitória                | 5–0 | 3–2 | 4–0 | 3–1 | 6–1 | 1–1 | 0–0 | 6–1 | 4–1 | 3–0 | —   | 1–1 |
| Vitória da Conquista   | 0–0 | 1–2 | 4–2 | 4–3 | 1–0 | 1–0 | 2–1 | 1–1 | 4–0 | 3–0 | 0–5 | —   |

## Fase final
|  | Semifinais           | Semifinais | Semifinais | Semifinais |   |        | Final | Final | Final | Final |
|  |                      |            |            |            |   |        |       |       |       |       |
|  | Bahia*               | 0          | 1          | 1          |   |        |       |       |       |       |
|  | Vitória da Conquista | 1          | 0          | 1          |   |        |       |       |       |       |
|  | Vitória da Conquista | 1          | 0          | 1          |   | Bahia* | 0     | 3     | 3     |       |
|  |                      |            |            |            |   | Bahia* | 0     | 3     | 3     |       |
|  |                      | Vitória    | 0          | 3          | 3 |        |       |       |       |       |
|  | Vitória*             | Vitória    | 0          | 3          | 3 | 0      | 3     | 3     |       |       |
|  | Vitória*             |            |            |            |   | 0      | 3     | 3     |       |       |
|  | Feirense             | 1          | 2          | 3          |   |        |       |       |       |       |

* Vencedor do confronto pela melhor campanha na primeira fase.

### Semifinais
Jogos de ida
| 22 de abril | Vitória da Conquista | 1 – 0          | Bahia | Estádio Lomanto Júnior, Vitória da Conquista      |
| 16:00       | Carlinhos 53'        | súmula borderô |       | Público: 4 859 Árbitro: BA Jaílson Macedo Freitas |

| 22 de abril | Feirense    | 1 – 0          | Vitória | Estádio Pedro Amorim, Senhor do Bonfim               |
| 16:00       | Cleiton 87' | súmula borderô |         | Público: 1 445 Árbitro: BA Manoel Nunes Lopo Garrido |

Jogos de volta
| 28 de abril | Vitória                                   | 3 – 2          | Feirense             | Estádio Barradão, Salvador                              |
| 16:00       | Pedro Ken 14' · Léo 40' · Neto Baiano 72' | súmula borderô | Danilo Cruz 52', 74' | Público: 10 736 Árbitro: BA Arilson Bispo da Anunciação |

| 29 de abril | Bahia             | 1 – 0          | Vitória da Conquista | Estádio de Pituaçu, Salvador                       |
| 16:00       | Rafael Donato 89' | súmula borderô |                      | Público: 19 358 Árbitro: BA Rodrigo Martins Cintra |

### Disputa pelo terceiro lugar
Jogo de ida
| 6 de maio | Vitória da Conquista | 1 – 4          | Feirense                                                        | Estádio Lomanto Júnior, Vitória da Conquista |
| 16:00     | Cacá 37'             | súmula borderô | André Cabeça 33' (pen) · Ananias 42' · Ermínio 49' · Ângelo 60' | Público: 517 Árbitro: BA Carlos Vila Nova    |

Jogo de volta
| 12 de maio | Feirense              | 2 – 3          | Vitória da Conquista                            | Estádio Pedro Amorim, Senhor do Bonfim                  |
| 16:00      | Danilo 3' · Crill 81' | súmula borderô | Roni 2' · Zé Leandro 43' (pen) · Wellington 57' | Público: 430 Árbitro: BA Clodoaldo Mendes da Anunciação |

### Final
Jogo de ida
| 6 de maio       | Vitória | 0 – 0          | Bahia | Estádio Barradão, Salvador                                  |
| 16:00 Histórico |         | súmula borderô |       | Público: 31 263 Árbitro: RJ Marcelo de Lima Henrique (FIFA) |

| Vitória | Bahia |

Jogo de volta
| 13 de maio      | Bahia                                 | 3 – 3          | Vitória                               | Estádio de Pituaçu, Salvador                          |
| 16:00 Histórico | Fahel 8' · Gabriel 45+1' · Diones 71' | súmula borderô | Neto Baiano 4', 54' (pen) · Dinei 56' | Público: 32 157 Árbitro: SP Wilson Luiz Seneme (FIFA) |

| Bahia | Vitória |

| Campeão Baiano de 2012 |
| ---------------------- |
| BAHIA (44° título)     |

## Estatísticas

### Artilharia
Atualizado em 13 de maio de 2012.
| Gols | Jogador     | Clube                  |
| ---- | ----------- | ---------------------- |
| 27   | Neto Baiano | Vitória                |
| 18   | Souza       | Bahia                  |
| 13   | João Neto   | Bahia de Feira         |
| 11   | Júnior      | Camaçari               |
| 9    | Júnior      | Bahia                  |
| 8    | Clodoaldo   | Juazeirense            |
| 8    | Danilo Cruz | Feirense               |
| 8    | Deon        | Atlético de Alagoinhas |
| 8    | Robert      | Atlético de Alagoinhas |
| 7    | Carlinhos   | Vitória da Conquista   |
| 7    | Marquinhos  | Vitória                |
| 7    | Nino        | Juazeiro               |

### Desempenho dos clubes

#### Desempenho por rodada da primeira fase
Tabela do turno único mostrando o desempenho dos clubes. Atualizado em 15 de abril de 2012.
|                | 1ªR | 2ªR | 3ªR | 4ªR | 5ªR | 6ªR | 7ªR | 8ªR | 9ªR | 10ªR | 11ªR | 12ªR | 13ªR | 14ªR | 15ªR | 16ªR | 17ªR | 18ªR | 19ªR | 20ªR | 21ªR | 22ªR |
| -------------- | --- | --- | --- | --- | --- | --- | --- | --- | --- | ---- | ---- | ---- | ---- | ---- | ---- | ---- | ---- | ---- | ---- | ---- | ---- | ---- |
| Atlético       | 3º  | 6º  | 3º  | 3º  | 2º  | 4º  | 4º  | 6º  | 5º  | 5º   | 5º   | 5º   | 6º   | 6º   | 6º   | 6º   | 6º   | 6º   | 6º   | 6º   | 6º   | 6º   |
| Bahia          | 4º  | 9º  | 5º  | 4º  | 3º  | 2º  | 2º  | 2º  | 2º  | 1º   | 1º   | 1º   | 1º   | 1º   | 1º   | 1º   | 1º   | 1º   | 1º   | 1º   | 1º   | 1º   |
| Bahia de Feira | 1º  | 1º  | 1º  | 1º  | 1º  | 1º  | 1º  | 1º  | 1º  | 2º   | 2º   | 2º   | 2º   | 4º   | 4º   | 4º   | 4º   | 4º   | 5º   | 4º   | 4º   | 5º   |
| Camaçari       | 11º | 11º | 10º | 7º  | 8º  | 8º  | 9º  | 7º  | 8º  | 8º   | 8º   | 10º  | 10º  | 10º  | 11º  | 11º  | 10º  | 10º  | 10º  | 10º  | 11º  | 11º  |
| Feirense       | 5º  | 7º  | 9º  | 5º  | 6º  | 6º  | 6º  | 5º  | 6º  | 6º   | 6º   | 6º   | 4º   | 3º   | 3º   | 3º   | 3º   | 3º   | 3º   | 3º   | 3º   | 3º   |
| Fluminense     | 6º  | 5º  | 4º  | 6º  | 7º  | 7º  | 7º  | 9º  | 7º  | 9º   | 9º   | 9º   | 11º  | 11º  | 10º  | 10º  | 11º  | 11º  | 11º  | 11º  | 9º   | 9º   |
| Itabuna        | 8º  | 10º | 11º | 11º | 11º | 11º | 11º | 11º | 11º | 12º  | 12º  | 12º  | 12º  | 12º  | 12º  | 12º  | 12º  | 12º  | 12º  | 12º  | 12º  | 12º  |
| Juazeiro       | 12º | 12º | 12º | 12º | 12º | 12º | 12º | 12º | 12º | 11º  | 11º  | 11º  | 8º   | 8º   | 9º   | 9º   | 7º   | 7º   | 7º   | 7º   | 8º   | 7º   |
| Juazeirense    | 7º  | 3º  | 6º  | 8º  | 9º  | 9º  | 8º  | 8º  | 9º  | 7º   | 7º   | 7º   | 7º   | 7º   | 7º   | 8º   | 9º   | 8º   | 8º   | 8º   | 7º   | 8º   |
| Serrano-BA     | 9º  | 8º  | 8º  | 10º | 10º | 10º | 10º | 10º | 10º | 10º  | 10º  | 8º   | 9º   | 9º   | 8º   | 7º   | 8º   | 9º   | 9º   | 9º   | 10º  | 10º  |
| Vitória        | 10º | 2º  | 2º  | 2º  | 4º  | 3º  | 3º  | 4º  | 4º  | 4º   | 4º   | 4º   | 3º   | 2º   | 2º   | 2º   | 2º   | 2º   | 2º   | 2º   | 2º   | 2º   |
| Conquista      | 2º  | 4º  | 7º  | 9º  | 5º  | 5º  | 5º  | 3º  | 3º  | 3º   | 3º   | 3º   | 5º   | 5º   | 5º   | 5º   | 5º   | 5º   | 4º   | 5º   | 5º   | 4º   |

|  |                                                 |
|  | Líder e na zona de classificação à fase final.  |
|  | Zona de classificação à fase final.             |
|  | Zona de rebaixamento à segunda divisão de 2013. |

#### Desempenho por zona da primeira fase
Atualizado após os jogos da 22ª rodada.
Rodadas na Liderança
1. Bahia – 13
2. Bahia de Feira – 9

| Rodadas | Rodadas | Rodadas | Rodadas | Rodadas | Rodadas | Rodadas | Rodadas | Rodadas | Rodadas | Rodadas | Rodadas | Rodadas | Rodadas | Rodadas | Rodadas | Rodadas | Rodadas | Rodadas | Rodadas | Rodadas | Rodadas |
| ------- | ------- | ------- | ------- | ------- | ------- | ------- | ------- | ------- | ------- | ------- | ------- | ------- | ------- | ------- | ------- | ------- | ------- | ------- | ------- | ------- | ------- |
| 1       | 2       | 3       | 4       | 5       | 6       | 7       | 8       | 9       | 10      | 11      | 12      | 13      | 14      | 15      | 16      | 17      | 18      | 19      | 20      | 21      | 22      |
| BFE     | BFE     | BFE     | BFE     | BFE     | BFE     | BFE     | BFE     | BFE     | BAH     | BAH     | BAH     | BAH     | BAH     | BAH     | BAH     | BAH     | BAH     | BAH     | BAH     | BAH     | BAH     |

Rodadas no G4
1. Vitória – 21
2. Bahia – 20
3. Bahia de Feira – 20
4. Feirense – 10
5. Vitória da Conquista – 9
6. Atlético de Alagoinhas – 6
7. Fluminense de Feira,  Juazeirense – 1

Rodadas na Zona de Rebaixamento
1. Itabuna – 20
2. Juazeiro – 12
3. Camaçari,  Fluminense de Feira – 6

Rodadas na Lanterna
1. Itabuna – 13
2. Juazeiro – 9

| Rodadas | Rodadas | Rodadas | Rodadas | Rodadas | Rodadas | Rodadas | Rodadas | Rodadas | Rodadas | Rodadas | Rodadas | Rodadas | Rodadas | Rodadas | Rodadas | Rodadas | Rodadas | Rodadas | Rodadas | Rodadas | Rodadas |
| ------- | ------- | ------- | ------- | ------- | ------- | ------- | ------- | ------- | ------- | ------- | ------- | ------- | ------- | ------- | ------- | ------- | ------- | ------- | ------- | ------- | ------- |
| 1       | 2       | 3       | 4       | 5       | 6       | 7       | 8       | 9       | 10      | 11      | 12      | 13      | 14      | 15      | 16      | 17      | 18      | 19      | 20      | 21      | 22      |
| JUA     | JUA     | JUA     | JUA     | JUA     | JUA     | JUA     | JUA     | JUA     | ITA     | ITA     | ITA     | ITA     | ITA     | ITA     | ITA     | ITA     | ITA     | ITA     | ITA     | ITA     | ITA     |